# الأرز الفوري
الأرز الفوري (بالإنجليزية: Instant rice)‏ هو أرز أبيض يطهى جزئيًا ثم يجفف ويعبئ. تسمح هذه العملية بطهي الأرز لاحقًا كما لو كان أرزًا عاديًا ولكن بوقت طهي قصير يبلغ 5 دقائق، بدلاً من الـ (20-30) دقيقة التي يحتاجها الأرز الأبيض العادي (أو الوقت الأطول اللازم للأرز البني). تم اختراع هذه العملية بواسطة عطا الله أوزاي-دوراني في عام 1939، وقد تم تسويقها على نطاق واسع من قِبل شركة جنرال فودز ابتداءً من عام 1946 باسم أرز الدقيقة (بالإنجليزية: Minute Rice)‏ وهي لا تزال موجودة حتى اليوم.
الأرز الفوري ليس أرزًا جاهزًا لوضعه بالميكروويف والذي يكون عادةً مطبوخًا بالكامل ولكنه غير مجفف؛ هذا النوع من الأرز يكون قد تم طهيه تمامًا وجاهز للتناول، عادةً بعد طهيه في عبوته المغلقة في الميكروويف لمدة دقيقة واحدة على الأقل. هناك منتج آخر مميز وهو الأرز المُسبق الطهي (بالإنجليزية: parboiled rice)‏ ويُسمى أيضاً الأرز المحول (بالإنجليزية: converted rice)‏ وهو علامة تجارية مسجلة وكان يُباع لفترة طويلة باسم "أرز العم بين".

## عملية التحضير
يتم صنع الأرز الفوري باستخدام عدة طرق. الطريقة الأكثر شيوعًا مشابهة لعملية الطهي المنزلية. يتم فيها غمر الأرز في ماء ساخن ثم يتم تبخيره وشطفه. ثم يُوضع في أفران كبيرة للتجفيف حتى يصل محتوى الرطوبة إلى حوالي 12٪ أو أقل. يكمن المبدأ الأساسي في استخدام الماء الساخن أو البخار لتشكيل تشققات أو ثقوب في الحبوب قبل تجفيفها. في عملية الطهي التالية، يمكن للماء اختراق الحبوب المتشققة بسهولة، مما يسمح بفترة طهي قصيرة.

## المزايا والعيوب
الميزة الملحوظة للأرز الفوري هي الوقت السريع للطهي: يمكن أن تكون بعض العلامات التجارية جاهزة في غضون ثلاث دقائق فقط. حاليًا، قامت العديد من الشركات الآسيوية والأمريكية بتطوير علامات تجارية تحتاج فقط إلى 90 ثانية للطهي، تمامًا مثل أكواب الشعيرية سريعة التحضير.
ومع ذلك، يكون الأرز الفوري أكثر تكلفة من الأرز الأبيض العادي بسبب تكلفة عملية المعالجة. يمكن أن تؤدي عملية "التشقق" إلى زيادة كبيرة في الحبوب المكسورة في العبوة. مثل جميع أنواع الأرز الأبيض، يتم إزالة العناصر الغذائية الموجودة في الأرز البني من الأرز الفوري، ويمكن أن تفقد المعادن القابلة للذوبان عند غسل الأرز؛ ومثل الأرز الأبيض، يمكن إثراء المنتج لاستعادة فيتامين بي وغيره من العناصر الغذائية. الأرز الفوري يحتوي على أقل عدد من السعرات الحرارية، والكربوهيدرات، والبروتين، من الأرز الأبيض العادي. يمكن أن تؤدي طريقة الطهي الأسرع إلى أن يكون الأرز أقل قوامًا في القوام من الأرز العادي، وتؤدي العملية إلى فقدان النكهة، ولهذه الأسباب يُنتقد بواسطة الطهاة.